# Jacek Jarecki
Jacek Jarecki (Stalowa Wola, 20 agosto 1988) è un cestista polacco.